# Claudius Iulius Ecclesius Dynamius
Claudius Iulius Ecclesius Dynamius war ein spätantiker römischer Politiker in der zweiten Hälfte des 5. Jahrhunderts.
Dynamius führte die Ehrentitel vir clarissimus und vir illustris, die ihn als Angehörigen des Senatorenstands ausweisen. Als Stadtpräfekt von Rom (485/488) ordnete er in einem Edikt an, die Betrügereien der Müller zu stoppen. Laut seiner inschriftlich erhaltenen Anweisung sollten Waagen am Janiculum aufgestellt werden, um Getreide vor und nach dem Mahlen zu wiegen und Betrug zu verhindern. Müller erhielten pro Modius drei Münzen. Bei unrechtmäßiger Mehlforderung drohten Strafe und Prügel. Freiwillige Mehlspenden durften angenommen werden.
Im Jahr 488 wurden Dynamius und Rufius Achilius Sividius gemeinsam zu Konsuln ernannt.